# Eucereon moeschleri
Eucereon moeschleri är en fjärilsart som beskrevs av Rothschild 1912. Eucereon moeschleri ingår i släktet Eucereon och familjen björnspinnare. Inga underarter finns listade i Catalogue of Life.